# Pierre Bouret
Pour les articles homonymes, voir Bouret.
Pierre Ernest Bouret, né le 26 juin 1897 à Paris 17e et mort le 25 octobre 1972 à Saint-Cloud, est un sculpteur et médailleur français.

## Biographie
Pierre Bouret a vécu et travaillé à Châtillon, essentiellement la pierre, mais aussi le bronze. En 1923, il fait la connaissance de Charles Despiau, reçoit ses conseils et devient son ami. Il aimait à citer cette remarque de son maître[réf. nécessaire] : « Le difficile, c'est de faire comme tout le monde, mais que personne ne puisse faire comme vous ». À la fonderie Valsuani, il côtoyait Aristide Maillol, François Pompon et Robert Wlérick.
Il obtient le prix des Vikings en 1934, et le prix Claude-Berthault de l'Académie des beaux-arts en 1967. En 1956, il fait partie de l'Association des Amis de Charles Despiau et de Robert Wlérick, à l'origine de la fondation du musée Despiau-Wlérick à Mont-de-Marsan. Il a participé à l'exposition Cent ans de sculpture française (1833 - 1939) à Bruxelles (1940) et Amsterdam. Il fut membre du comité du Salon des Tuileries, sociétaire du Salon d'automne, professeur à l'École nationale supérieure des beaux-arts de Paris et chevalier de la Légion d'honneur.
Son fils Claude Bouret (1940-2021), conservateur au département des Estampes de la Bibliothèque nationale de France, était un spécialiste de la gravure du XIXe siècle.

## Œuvres
Pierre Bouret se définissait avant tout comme un « tailleur de pierre ». Il a exécuté des statues monumentales pour des lieux publics : pour la ville de Villers-Cotterêts, le Monument à Alexandre Dumas, haut de 3,90 m, pour remplacer celui d'Albert-Ernest Carrier-Belleuse, détruit par les Allemands pendant la Seconde Guerre mondiale. À Mézin (Lot-et-Garonne), il sculpte le nouveau Monument au président Armand Fallières, pour remplacer le précédent en bronze de Daniel-Joseph Bacqué, également détruit pendant la guerre.
Il a réalisé des statues (Jean de Meung, Jacques Daviel) et des figures et bas-reliefs pour des ponts, des stades, des groupes scolaires, des églises. Il a modelé des nus de dimensions plus modestes : Figure couchée (musée d'art moderne de la ville de Paris), Adolescente, La Source, Athlète au repos.
Il a composé une trentaine de médailles (Dante, Érasme, Courbet, Berlioz, Dunoyer de Segonzac, René Huyghe) et une médaille portant son autoportrait et au revers, sa Figure couchée avec sa devise « Architecturer ma poétique ».
Dans le logiciel de vidéomuseum, sont répertoriées vingt trois œuvres appartenant au Fonds national d'art contemporain et deux œuvres au musée d'art moderne de la ville de Paris.
Le 30 mars 2018, plus d'une centaine d'oeuvres provenant de l'atelier de l'artiste ont été dispersées lors d'une vente à l'Hôtel Drouot. 
« Il y a quelque chose de rude dans ses formes de jeunes filles, dont l'élan est communicatif. Bouret méprise toute virtuosité. Son art s'impose par des vertus hautement artisanales. »
— Waldemar George, Jeunes sculpteurs français, Paris, Éd. Paul Dupont, 1945, p. 22 [lire en ligne]
.

## Œuvres dans les collections publiques
- Barentin, mairie
- Bernay, mairie. Statue en pierre de Jacques Daviel située place Gustave-Héon.
- Calais, musée des Beaux-Arts
- Chambon-Feugerolles, mairie
- Champs-sur-Marne, École des Ponts ParisTech
- La Ferté-Vidame, mairie
- Loudun, mairie
- Meung-sur-Loire, mairie
- Mézin, mairie
- Mont-de-Marsan, musée Despiau-Wlérick
- Nantes, Mairie
- Paris :
  - musée d'art moderne de la ville de Paris[4].
  - Fonds National d'Art Contemporain[3].
  - Petit Palais.
  - Ministère de l'Éducation nationale, de la recherche et de la technologie
  - Ministère de l'Économie, des Finances et de l'Industrie ou Direction régionale des douanes
  - Direction des Monnaies et Médailles
- Pontlevoy, mairie
- Puteaux, Centre national des arts plastiques
- Rodez, musée des Beaux-Arts Denys-Puech
- Soissons, mairie (Pont Gambetta)
- Toulouse, école nationale vétérinaire
- Vanves, mairie
- Villers-Cotterêts, mairie